# Caroline Moreno
Caroline Moreno est une femme de lettres québécoise. Elle a fait des études en arts plastiques, art dramatique et en enseignement du français.
Publié en 2002, son premier roman, Au non-plaisir de vous revoir, s'attarde aux dernières sensations et perceptions d'une femme malade. Il est suivi, en 2003, de Un Poisson sur l'herbe, le récit d'une femme aux amours contrariés et de son amie malade.
Dans Le Brigadier de Gosley,,,, récit à une voix publié en 2009, l'auteur amène à découvrir les habitants d'un petit village où a été enlevé le jeune Aurélien Cotton. Ce roman a fait l'objet d'un exercice théâtral au Nouveau Théâtre expérimental (NTE) avec le comédien Luc Senay dans le rôle titre.
En 2011, dans Château de banlieue,, Caroline Moreno met en scène cinq itinérants qui prennent possession d'un château pour passer leur hiver au chaud. Pour le critique littéraire Didier Fessou, ce roman de 178 pages tranche avec ce que l'on a l'habitude de lire. Il entraîne ses lecteurs dans un univers qui n'est pas sans rappeler celui du théâtre de l'absurde.
Sans cérémonie, publié en 2014, évoque pour sa part les évènements qui ont conduit son frère de 19 ans à se donner la mort.
En 2018, Caroline Moreno lance Petites Mesquineries 1, recueil de 675 instantanés sur la mesquinerie de la vie et des gens dans la vie.
Caroline Moreno a donné des ateliers d'écriture (Les Mots partagés) et a participé à un projet d'art-écriture avec l'artiste-peintre et scénographe André Brosseau (ville de Montréal). Elle a collaboré au magazine 7 jours (Mon Histoire). Elle se passionne également pour la photographie et a participé à trois expositions de photos (Café Soupson, Café Lézard, Le Petit Alep). Sa photo Telle mère, telle fille a remporté le prix du public du Metro Photo Challenge 2012 dans la catégorie Coup de cœur.[réf. nécessaire]

## Œuvres
- Au non-plaisir de vous revoir, Lanctôt Éditeur, 2002   (ISBN 978-2894852224)
- Un Poisson sur l'herbe, Sédès, 2003   (ISBN 978-2921140164)
- Le Brigadier de Gosley", Éditions Trois-Pistoles, 2009   (ISBN 978-2895831891)
- Château de banlieue, La Grenouillère, 2011   (ISBN 978-2923949031)
- Sans cérémonie, Triptyque, 2014   (ISBN 978-2890319172)
- Petites Mesquineries 1, Les Éditions des Intouchables, 2018   (ISBN 978-2895496090)